# Rutilia imperialis
Rutilia imperialis är en tvåvingeart som beskrevs av Guérin-Méneville 1843. Rutilia imperialis ingår i släktet Rutilia och familjen parasitflugor. Inga underarter finns listade i Catalogue of Life.